# José Butrón

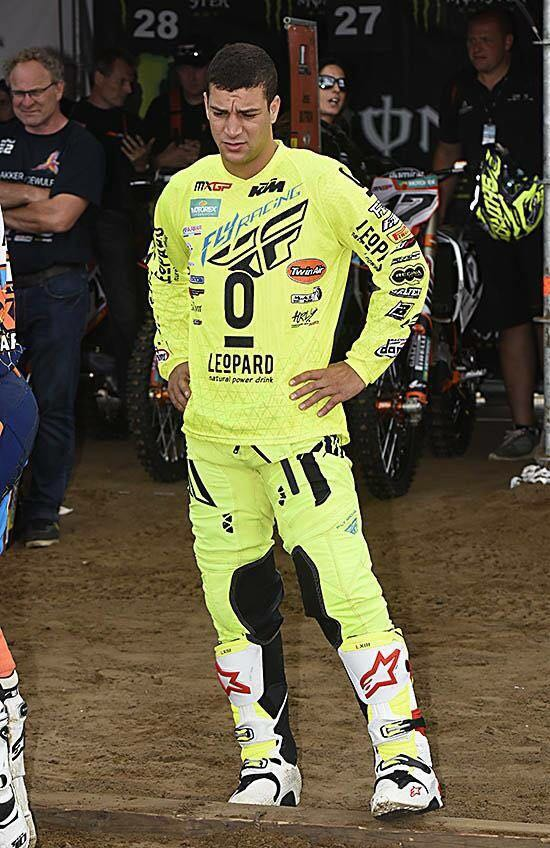
José Butrón in 2016

José Antonio Butrón Oliva  (Chiclana de la Frontera, 27 januari 1991) is een Spaans motorcrosser.

## Carrière
Butrón reed voor het eerst met een crossmotortje op vijfjarige leeftijd. Het crossen zat in de familie, want ook zijn vader en ooms beoefenden de sport. In 2005 werd hij vice-Junior Wereldkampioen.
In de laatste GP van het seizoen 2008 maakte Butrón zijn debuut in het Wereldkampioenschap motorcross MX2, op een privé-Yamaha. Hij wist geen punten te behalen. In 2009 nam hij deel aan meerdere GP's op een KTM. Hij haalde meermaals punten en finishte één keer in de top tien. Butrón werd 28ste in de eindstand. In 2010 kwam hij uit voor een Nederlands Suzuki-team, maar de gehoopte doorbraak kwam er niet. Butrón werd opnieuw 28ste. Vanaf 2011 rijdt Butrón opnieuw met KTM, en wist hij regelmatig in de top tien te eindigen. Voor het eerst werden er regelmatig punten behaald, en hij werd veertiende in de eindstand. In 2012 wist hij zelfs tweede te worden in de tweede reeks van de GP van Brazilië. Butrón werd knap achtste in de eindstand van het WK. Het seizoen 2013 was dat van de bevestiging. Butrón eindigde meermaals op het podium en werd derde in de eindstand, na merkgenoten Jeffrey Herlings en Jordi Tixier. Het seizoen 2014 verliep veel moeizamer en Butrón geraakte niet verder dan de negende plaats in de eindstand.
In 2015 maakte hij de overstap naar de MXGP-klasse. De aanpassing verliep stroef, en Butrón kon slechts enkele top tien plaatsen scoren. De veertiende plaats aan het eind van het seizoen was niet helemaal volgens de verwachtingen. 2016 verliep gelijkaardig. Door regelmatig puntjes te scoren kon Butrón zich handhaven in de top vijftien, wat ook zijn positie was aan het einde van het seizoen.
Butrón reed al meerdere keren voor Spanje op de Motorcross der Naties.